# Tom Schulz

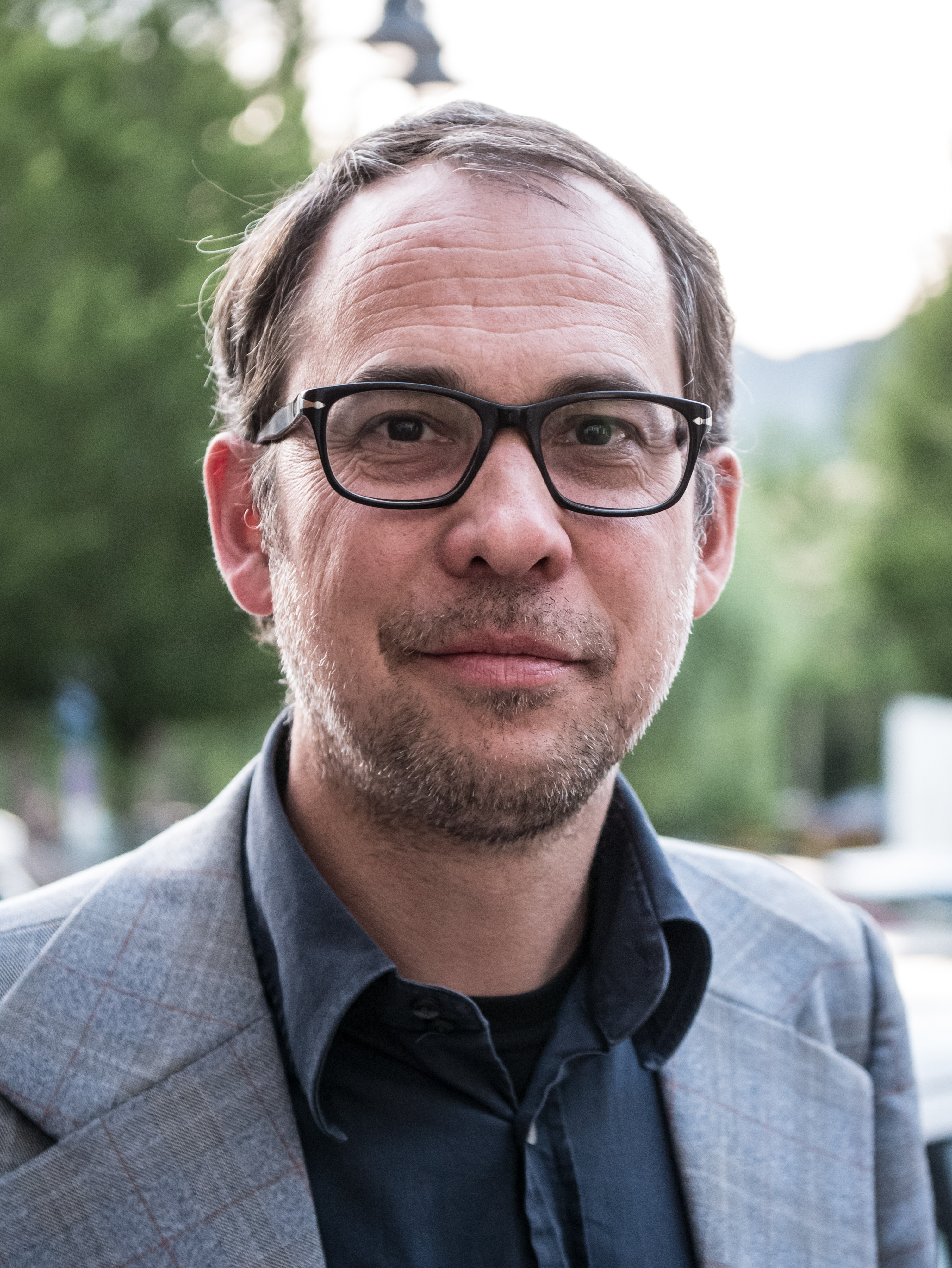
Tom Schulz, 2015

Tom Schulz (* 18. August 1970 in Großröhrsdorf) ist ein deutscher Autor, Herausgeber und Dozent für Kreatives Schreiben.

## Leben und Werk
Tom Schulz wuchs in Ost-Berlin auf. Er ist seit 2002 als freier Autor tätig, davor arbeitete er in diversen Jobs in der Baubranche. Seit 2008 betätigt er sich darüber hinaus als Dozent für Kreatives Schreiben und war u. a. von 2011 bis 2014 Leiter des Lyrikworkshops open poems an der Literaturwerkstatt Berlin.  Schulz veröffentlicht seine Texte auch in diversen Zeitschriften und Anthologien. Darüber hinaus ist Schulz auch als Übersetzer und Herausgeber aktiv. Er arbeitet als Kritiker und schreibt literarische Reportagen, u. a. für die Neue Zürcher Zeitung. Seit 2018 lehrt er als Dozent an der Universität Köln.

## Auszeichnungen
- 2024 Werkstipendium des Deutschen Literaturfonds Darmstadt
- 2024 Berliner Senatsstipendium für Literatur
- 2023 AIR Residence Krems / Niederösterreich
- 2022 H.C. Artmann-Stipendium in Salzburg
- 2020 Literaturstipendium Arp im Ohr des Landes Rheinland-Pfalz in Rolandseck
- 2019 Autorenstipendium der Stiftung Preußische Seehandlung
- 2019 Erfurter Stadtschreiber
- 2018 Stipendium für das Deutsche Studienzentrum Venedig
- 2016 Liechtenstein-Preis für Lyrik (P.E.N.-Club Liechtenstein)
- 2016 Stipendiat der Villa Rosenthal in Jena (Stadtschreiber von Jena)
- 2015 Hausacher LeseLenzstipendium – Stadtschreiber von Hausach (Schwarzwald)
- 2015 Alfred-Döblin-Stipendium mit Aufenthalt im Alfred-Döblin-Haus Wewelsfleth
- 2014 Alfred-Gruber-Preis im Rahmen des Meraner Lyrikpreises
- 2014 Stipendium des Landes Rheinland-Pfalz im Künstlerhaus Edenkoben
- 2013 Kunstpreis Literatur der Land Brandenburg Lotto GmbH[2]
- 2013 Berliner Senatsstipendium für Literatur
- 2013 Heinrich Heine Stipendium in Lüneburg
- 2012 Stipendiat im Künstlerhof Schreyahn
- 2012 Stadtschreiber in Rheinsberg
- 2011 Autorenstipendium der Stiftung Preußische Seehandlung
- 2010 Aufenthaltsstipendium der Stiftung für deutsch-polnische Zusammenarbeit in der Villa Decius Krakau
- 2010 Bayerischer Kunstförderpreis für Literatur
- 1996 Gastpoet an der Universität Augsburg
- 1991 Preisträger beim Treffen junger Autoren, Berlin

## Publikationen

### Einzeltitel
- Briefe aus der Roten Wüste / lettere dal deserto rosso. Gedichte / Poesie. Mit Maria Borio. Gutleut Verlag, Frankfurt am Main 2024. ISBN 3948107807.
- Die Erde hebt uns auf. Gedichte. Poetenladen Verlag, Leipzig 2024. ISBN 978-3-948305-23-9.
- Reisewarnung für Länder Meere Eisberge. Gedichte. Carl Hanser Verlag, Berlin 2019, ISBN 978-3-446-26201-0.
- Die Verlegung der Stolpersteine. Gedichte. Carl Hanser Verlag, Berlin 2017, ISBN 978-3-446-25468-8.
- Rheinfahrt : ein Fluss, seine Menschen, seine Geschichten. Reisebericht. Orell Füssli, Zürich 2017, ISBN 978-3-280-05630-1.
- Das Wunder von Sadagora. Eine polnisch-ukrainische Reise. Edition Azur. Dresden 2016, ISBN 978-3-942375-26-9.
- Lichtveränderung. Gedichte. Carl Hanser Verlag, Berlin 2015, ISBN 978-3-446-24773-4.
- Wir sind jetzt hier. Neue Wanderungen durch die Mark Brandenburg. Hanser Berlin, Berlin 2014, ISBN 978-3-446-24504-4.
- Volcano de Colima. und andere Gedichte. Mit Farbholzschnitten von Peter Fetthauer. Privatdruck, Hamburg 2014.
- Pariser Gärten. und andere Gedichte. (= Rheinsberger Bogen. 35). Kurt Tucholsky Literaturmuseum Schloss Rheinsberg 2012.
- Innere Musik. Gedichte. Berlin Verlag, Berlin 2012, ISBN 978-3-8270-1068-1.
- Liebe die Stare. Prosa. Verlagshaus J. Frank, Berlin 2011, ISBN 978-3-940249-39-5.
- Kanon vor dem Verschwinden. Gedichte. Berlin Verlag, Berlin 2009, ISBN 978-3-8270-0874-9.
- Hundert Jahre Rütli. Gedichte. SuKuLTuR, Berlin 2007, ISBN 978-3-937737-77-5.
- Vergeuden, den Tag. Gedichte. kookbooks, Berlin 2006, ISBN 3-937445-22-6.
- Live in Rheindorf-Nord. CD. KRASH Neue Edition, Köln 2005
- Weddinger Vorfahrt. Prosa. SuKuLTuR, Berlin 2005, ISBN 3-937737-36-7.
- Abends im Lidl. Gedichte. KRASH Neue Edition, Köln 2004, ISBN 3-937846-00-X.
- Trauer über Tunis. Gedichte. parasitenpresse, Köln 2001
- Städte, geräumt. Gedichte. Laufschrift Edition, Fürth 1997, ISBN 3-932868-01-3.

### Herausgaben
- Trakl und wir. Fünfzig Blicke in einen Opal. Herausgegeben von Mirko Bonné und Tom Schulz. Stiftung Lyrik Kabinett, München 2014, ISBN 978-3-938776-36-0.

## Übersetzungen
- Wir die wir keinen Karneval. Gedichte von Germán Carrasco. Übertragen aus dem Spanischen (mit Timo Berger). Parasitenpresse, Köln 2005